# Amnicolinae
Amnicolinae is een onderfamilie van weekdieren uit de klasse van de Gastropoda (slakken).

## Geslachten
- Akiyoshia Kuroda & Habe, 1954
- Amnicola Gould & Haldeman, 1840
- Chencuia Davis, 1997
- Colligyrus Hershler, 1999
- Dasyscias F. G. Thompson & Hershler, 1991
- Erhaia Davis & Kuo, 1985
- Kolhymamnicola Starobogatov & Budnikova, 1976
- Lyogyrus Gill, 1863
- Marstoniopsis van Regteren Altena, 1936
- Moria Kuroda & Habe, 1958
- Rachipteron F. G. Thompson, 1964